# Hubert Antoine
Pour les articles homonymes, voir Antoine.
Hubert Antoine, né en 1971 à Namur, est un poète et écrivain belge.

## Biographie
De 1996 à 2022, il habite au Mexique.
En 2001, il fonde un restaurant à Guadalajara "Le Coq à poil". L'endroit est aussi un centre culturel de la colonia Americana, accueillant en 20 ans les oeuvres de plus d'une centaine de photographes et d'artistes contemporains.

## Œuvres
- Le Berger des nuages, Amay, Belgique, Les éditions l’Arbre à Paroles, 1996, 67 p.
- La Terre retournée, Bruxelles, Belgique, Éditions Le Cormier, 1999, 85 p.  (ISBN 978-2-930231-23-5)
- Vociférations, Bruxelles, Belgique, Éditions Le Cormier, 2000, 47 p.  (ISBN 978-2-930231-48-8)
- Introduction à tout autre chose, Paris, Éditions Verticales-Phase deux, 2006, 134 p.  (ISBN 2-07-077695-6)
- Exercices d'évasion, Bruxelles, Belgique, Éditions Le Cormier, 2011, 49 p.  (ISBN 978-2-930231-71-6)
- Tohu-bohu et brouhaha, Bruxelles, Belgique, Éditions Le Cormier, 2013, 84 p.  (ISBN 978-2-930231-81-5)
- Comment je ne suis pas devenu poète, Bruxelles, Belgique, Éditions La Lettre volée, coll. « Poiesis », 2014, 154 p.  (ISBN 978-2-87317-428-6)
- Danse de la vie brève, Paris, Éditions Verticales, 2015, 226 p.  (ISBN 978-2-07-017801-8) – Prix Victor Rossel 2016[2]. Réédition poche Éditions Espace Nord, 2023, 260 p.  (ISBN 978-2-87568-587-2)
- Les Formes d’un soupir, Paris, Éditions Verticales, 2021, 272 p.  (ISBN 978-2-07-293225-0)

## Prix et distinctions
- Prix  triennal Nicole Houssa 1997 de l'Académie royale de langue et de littérature françaises de Belgique[3]
- Prix biennal Émile Polak 1998 de l'Académie royale de langue et de littérature françaises de Belgique[4].
- Prix Rossel 2016 pour Danse de la vie brève.2
- Finaliste du Grand prix du roman 2021[5] et finaliste du Prix Alain Spiess pour Les formes d'un Soupir[6].